# Исповедна молитва
Исповедна молитва је дело српске средњовековне књижевности, које је написао непознати српски средњовековни песник (XIV век).
Он је исписао јединствено дело српске средњовековне књижевности, „молитву над молитвама српске књижевности уопште“ (Ђорђе Трифуновић). Песник у почетку говори о скрушености и самооптуживању, затим набраја своје грехове, признаје грешност и моли за опроштење. Маштовито и мајсторски употребљеним реторским фигурама, хомеотелеутом и граматичкоморфолошком римом, богатим језиком, променама ритма и симетричним низањем једносложних, двосложних, тросложних речи и бројним другим средствима, овај непознати српски средњовековни песник је досегао један од највиших језичких и стилских врхова читаве српске књижевности и поезије. 

### Превод на савремени српски језик
- Исповедна молитва, пренео на савремени правопис Ђорђе Трифуновић, у: Миодраг Павловић, „Антологија српског песништва“, Београд, СКЗ, 1978, стр. 19–28.